# Cyrtoptyx
Cyrtoptyx is een geslacht van vliesvleugeligen uit de familie Pteromalidae. De wetenschappelijke naam van dit geslacht is voor het eerst geldig gepubliceerd in 1956 door Delucchi.

## Soorten
Het geslacht Cyrtoptyx omvat de volgende soorten:
- Cyrtoptyx bruchi Blanchard, 1940
- Cyrtoptyx cynipidis Masi, 1922
- Cyrtoptyx flavida Xiao, Chen & Huang, 2003
- Cyrtoptyx gallicola Dzhanokmen, 1976
- Cyrtoptyx gilloni Rasplus, 1989
- Cyrtoptyx latipes Róndani, 1874
- Cyrtoptyx lichtensteini Masi, 1922
- Cyrtoptyx pistaciae Nikol'skaya, 1935
- Cyrtoptyx robustus Masi, 1907